# Meissners korpuskel

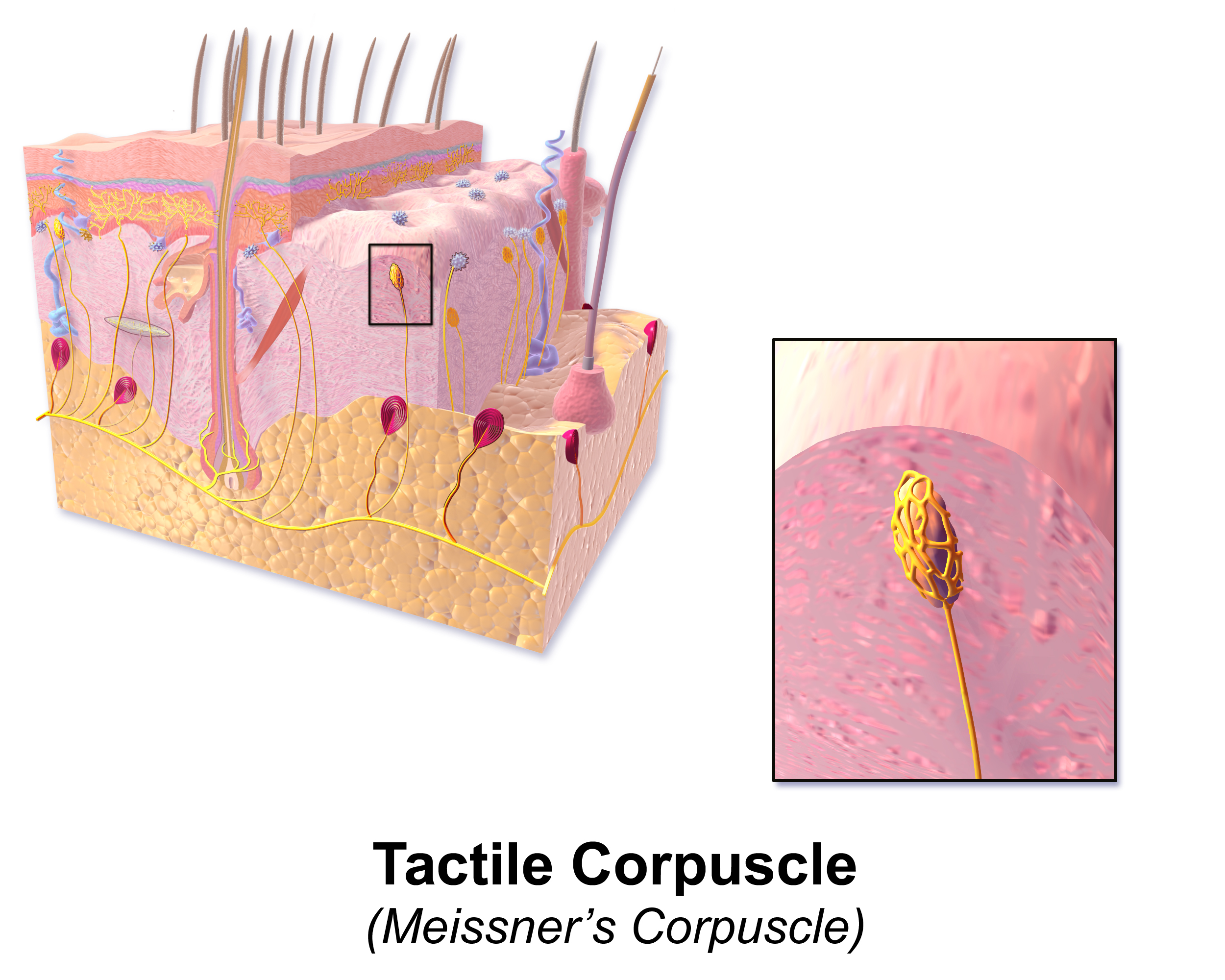
Meissners korpuskel.

Meissners korpuskel, upptäckt 1853 av Georg Meissner och Rudolf Wagner, är en sorts känselreceptorer som består av nervändar i huden. De är som mest känsliga för lätt beröring samt vibrationer på mellan 10 och 50 hertz. Meissners korpuskel har ett lågt tröskelvärde för att aktivera en aktionspotential och adapterar snabbt till stimuli. De finns på ett djup på ungefär 150 mikrometer, framförallt i tjock hårlös hud såsom på fingertoppar, läppar och förhud.

## Uppbyggnad

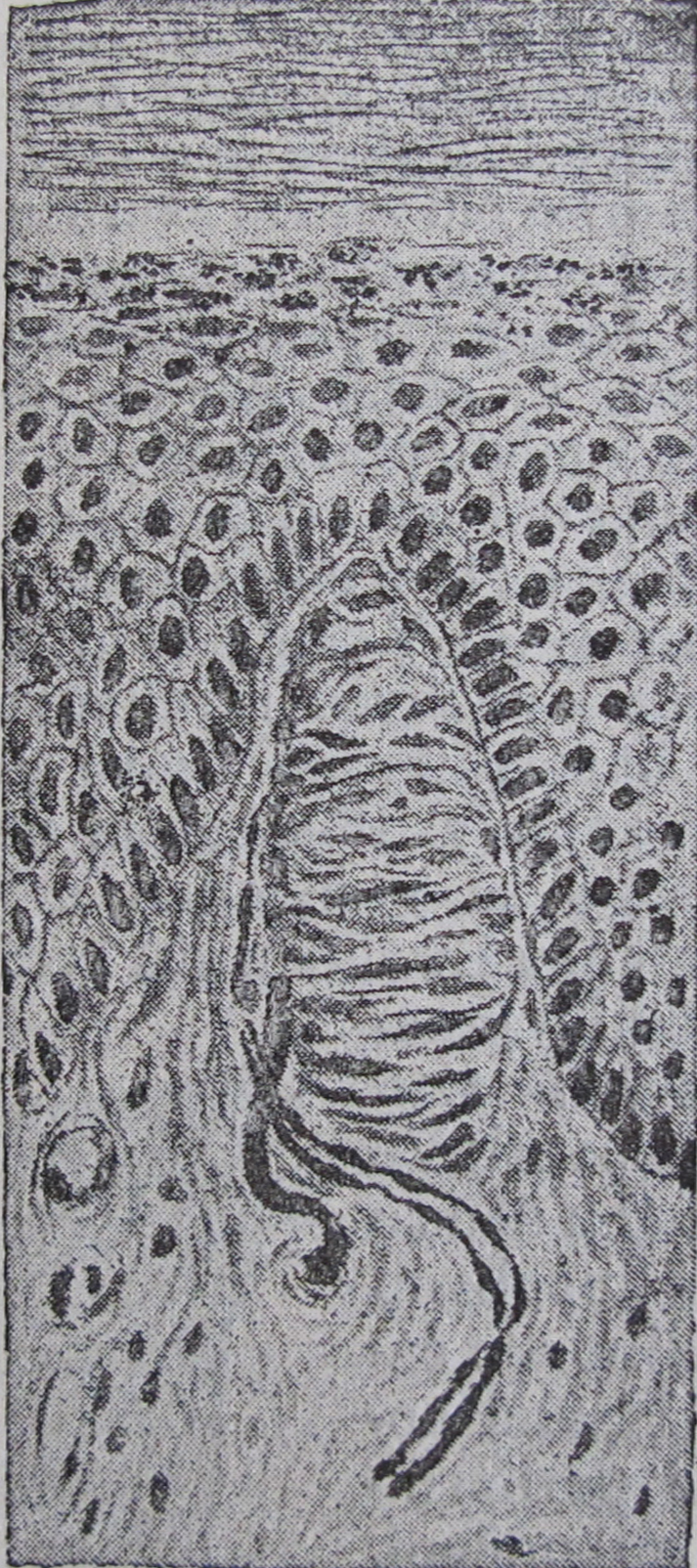
Meissners korpuskel med sina horisontellt staplade lamellära celler.

Meissners korpuskel består av både lamellära celler och nervändar som är omslutna i en bindvävskapsel med formen av en ellipsoid. Korpuskelns storlek är från 20 till 40 μm i bredd och 80 till 150 μm i längd. Från receptorns undersida träder mellan 2 och 9 myeliniserade nervfibrer in, vars myelinisering upphör kort efter ingången. Nerverna är afferenta, det vill säga skapar en nervimpuls från yttre stimuli, och är av varianten A-β. Inom korpuskeln är de lamellära cellerna horisontellt staplade ovanpå varandra. Dessa lamellära celler är en sorts organell som kommer från schwannceller. Varje lamellära cell innehåller dessutom en axonterminal från nervfibrerna. Från toppen av korpuskeln sträcker sig kollagenfibriller ut i dermis för att förankra sig uppe i epidermis. Känselreceptorn är vanligen vinkelrätt orienterad mot hudens yta.

## Funktion
En yttre påverkan sprids genom kollagenfibrillerna som är förbundna med de lamellära cellerna i korpuskeln. Detta får de horisontellt staplade lamellära cellerna att förskjutas och en aktionspotential uppstår i axonterminalen. Aktionspotentialen ger upphov till en nervimpuls som skickas till centrala nervsystemet där den registreras som känsel.
Meissners korpuskel beskrivs ofta som adapterande. Vad som menas med detta är att en aktionspotential endast uppstår då korpuskeln deformeras. Vid ihållande stimuli kommer nervimpulser snabbt att upphöra från receptorn. Därför skickas det nervimpulser till det centrala nervsystemet både när korpuskeln deformeras och när den återgår till sin ursprungliga form. Detta innebär också att informationen som det centrala nervsystemet får från Meissners korpuskel inte räcker till för att bestämma tiden under vilken huden utsätts för stimuli. 
Korpuskeln reagerar på lätt beröring där huden fördjupas mindre än 10 mikrometer. Vidare är den mest känslig för lågfrekventa vibrationer på mellan 10 och 50 Hertz. Meissners korpuskel spelar möjligen en roll i vår förmåga att greppa saker, något som stärks av den höga koncentrationen korpuskler i elefanters snablar, som används för att greppa saker. Denna receptor är också delaktig i tvåpunktsdiskrimination; att kunna urskilja två olika stimuli som är avståndsmässigt mycket nära varandra. Det har även hypotiserats om de spelar en roll i överförandet av smärtsensationer.

## Utbredning
Korpuskeln återfinns i hårlös, så kallad glabrös, hud i den översta delen av dermis; papillära dermis. Ju högre koncertation av känslereceptorer ett område har, desto mer känsligt blir området. Detta förklarar varför meissners korpuskel finns i högst koncentration i fingertopparna, händerna och fotsulorna. I läpparna, tungan och genitalierna finns de också, men i lägre koncentration. 
Koncentrationen korpuskler varierar även mellan män och kvinnor, där män har visat sig ha en lägre koncentration. Åldern spelar även en roll, då korpuskler både deformeras samt minskar i antal med ökande ålder. Detta kan förklara varför känseln försämras med åldern. Vidare finns det en koppling mellan låg koncentration korpuskler och vissa neurologiska sjukdomar såsom Parkinsons sjukdom och olika sorters neuropatiska sjukdomar.  
Organismer med meissners korpuskel är främst primater, men har även funnits i fotsulorna hos många djur. Hos katter finns de i trampdynorna. Hos elefanter har de hittats i snabeln i hög koncentration.